# Route A82 (Grande-Bretagne)
Pour les articles homonymes, voir Route A1.
Avec 269 km, la route A82 est la deuxième plus longue route d'Écosse, après l'A9 (439 km). Elle relie Glasgow à Inverness en passant par Fort William. Elle passe près de plusieurs points d'intérêt des Highlands, comme Loch Lomond, Rannoch Moor, Glen Coe, Ben Nevis, Loch Ness, Beinn Challuim et le château d'Urquhart.